# Christoph Metzelder
Christoph Metzelder,född 5 november 1980 i Haltern, är en tysk före detta fotbollsspelare, mittback.

## Klubbkarriär
Sommaren 2000 kom Christoph Metzelder till Borussia Dortmund från Preussen Münster och gjorde omgående succé. I slutet av sin första säsong i klubben så gjorde han landslagsdebut. Under andra säsongen vann Metzelder Bundesliga med Dortmund. Säsongen 2003/2004 blev helt spolierad av skador, och året efter deltog han bara i 16 ligamatcher.
På våren 2007 blev det klart att Metzelder kommer att spela för Real Madrid under säsongen 2007/2008, efter att han inte lyckats komma överens med Dortmund om ett nytt kontrakt. Tiden i Spanien blev en besvikelse för Metzelder som bara spelade 23 matcher på tre säsonger.
27 april 2010 blev det klart att han lämnar Real Madrid efter säsongen och skriver på för tyska klubben Schalke 04. Under 2010/2011 spelade Metzelder tio matcher i Champions League, då Schalke gick ända till semifinal där man slogs ut mot Manchester United. Han var även med om att spela hem den tyska cupen där MSV Duisburg besegrades i finalen med 5-0.

## Internationell karriär
Christoph Metzelder debuterade för Tyskland 15 augusti 2001 i en match mot Ungern, som Tyskland vann med 5-2. Under VM-slutspelet 2002 bildade han mittbackspar tillsammans med Thomas Linke. Efter att ha hämmats av återkommande skador så var Metzelder utanför landslaget i över två år innan Jürgen Klinsmann kallade in honom till en vänskapsmatch mot Kina i oktober 2005..
Under VM 2006 samt EM 2008 bildade han mittbackslås med Per Mertesacker.

## Meriter

### Klubblag
Borussia Dortmund
- Bundesliga: 2002

Real Madrid
- La Liga: 2008
- Supercopa de España: 2008

Schalke 04
- DFB-Pokal: 2011
- DFL-Supercup: 2011

### Landslag
Tyskland
- VM-silver: 2002
- VM-brons: 2006